# Ministério do Abastecimento
O Ministério do Abastecimento (em inglês: Ministry of Supply, MoS) foi um departamento do governo britânico formado em 1939 para coordenar o abastecimento de equipamento para os três ramos das Forças Armadas Britânicas. Havia, contudo, um ministério separado responsável pela produção de aeronaves e o Almirantado detinha responsabilidades para abastecer a Marinha Real Britânica.
O MoS também tomou responsabilidades sobre todos estabelecimentos de pesquisa do exército em 1939 e, em 1946, o Ministério para a Produção de Aeronaves foi abolido e o MoS tomou o seu lugar como entidade responsável. Neste mesmo ano, tomou também uma grande responsabilidade na área de armas atómicas, incluindo o programa de desenvolvimento da H-bomb.
Abolido em 1959, as funções do MoS foram repartidas entre o Ministério da Aviação, o War Office e o Ministério do Ar. Estes últimos dois, mais tarde, foram fundidos juntamente com o Almirantado, criando assim o Ministério da Defesa.